# Linda Escobar
Linda Katherine Albert de Escobar (1940-1993) was een Amerikaanse botanica.
Ze studeerde aan de University of New Hampshire, waar ze in 1962 haar B.A. behaalde. In 1971 behaalde haar M.Sc aan de Purdue University. In de periode tussen het behalen van haar bachelor en haar master gaf ze les aan een High School in de Verenigde Staten en onderwees ze biologie aan leraren van een middelbare school in Colombia. Tussen 1971 en 1976 gaf ze onderwijs aan de Universiteit van Antioquia te Medellín (Colombia).
Escobar was gespecialiseerd in de taxonomie van het geslacht Passiflora (passiebloemen). In 1980 promoveerde ze aan de University of Texas at Austin op het proefschrift Interrelationships of the edible species of Passiflora centering around Passiflora mollissima (H.B.K.) Bailey subgenus Tacsonia, dat 647 pagina's telde.
Een voornaam werkterrein van Escobar lag in Colombia, waar ze deelnam aan meerdere botanische expedities. Ze was er van 1984 tot 1990 hoofd van het herbarium van de Universiteit van Antioquia, waar ze ook hoogleraar was. Hierna deed ze onderzoek aan Passiflora bij de University of Texas at Austin. Tevens was ze assistant professor aan Universidad de Puerto Rico in Puerto Rico. Ze was gespecialiseerd in de supersecties Tacsonia en Astrophea binnen het geslacht Passiflora. Ze was (mede)auteur van artikelen in wetenschappelijke tijdschriften als Annals of the Missouri Botanical Garden, Novon en Systematic Botany. Ze was (mede)auteur van meerdere botanische namen van passiebloemen. Voorbeelden hiervan waren Passiflora tenerifensis en Passiflora amazonica. Ze verzamelde in haar leven bijna tienduizend plantenspecimens in met name Zuid-Amerika.
Ze stierf aan eierstokkanker, waarvoor ze nog wel chemotherapie had ondergaan. John MacDougal eerde haar door Passiflora escobariana naar haar te vernoemen, terwijl José Panero dit deed door Passiflora linda naar haar te vernoemen. Thomas Croat en Dorothy C. Bayb vernoemden Stenospermation escobariae (een plant uit de aronskelkfamilie waarvan Escobar het eerste plantmateriaal verzamelde) naar haar.